# Javier Sicilia

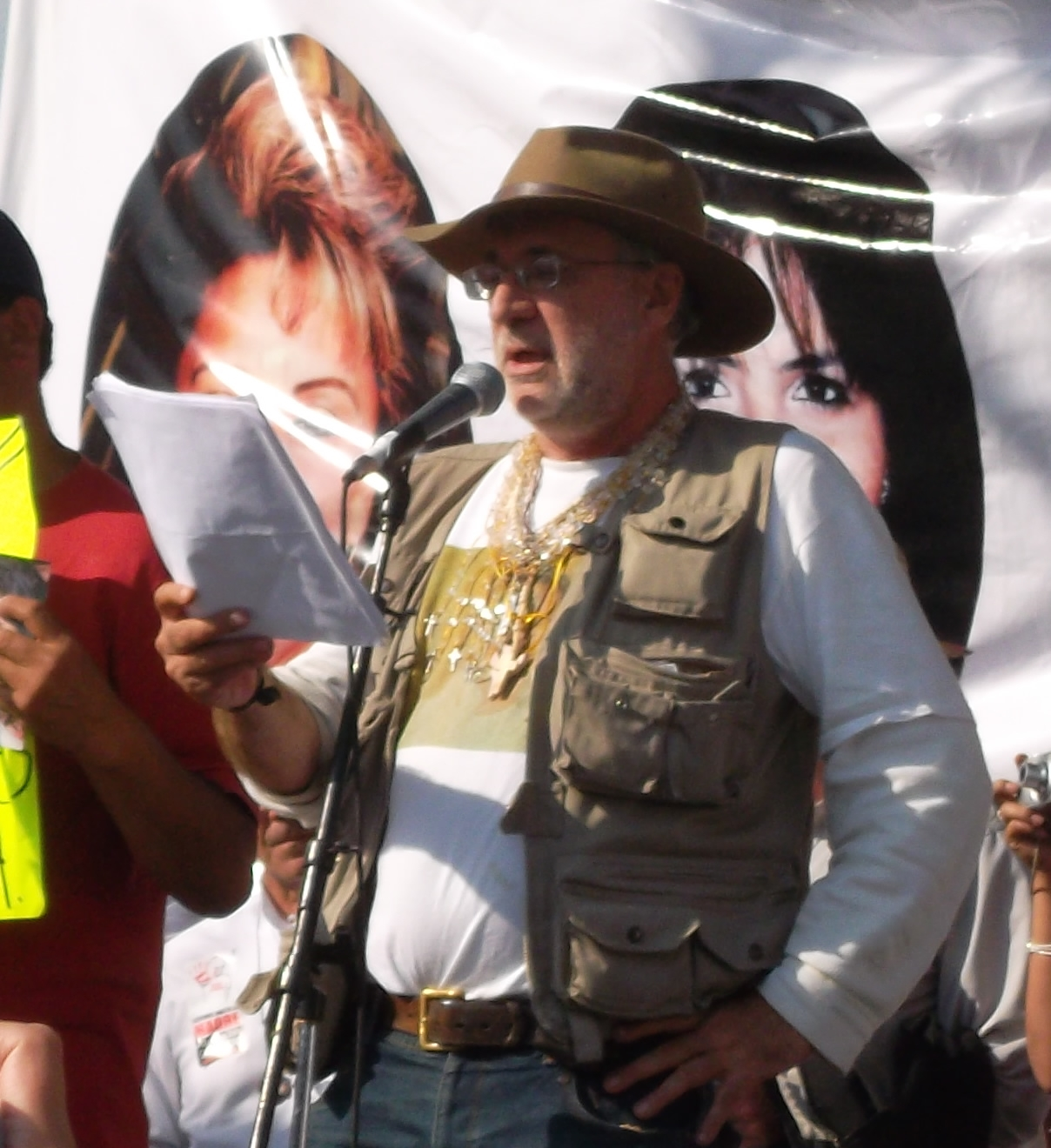
Javier Sicilia am 8. Mai 2011 auf der Abschlusskundgebung des Marcha Nacional por la Justicia y Contra la Impunidad in Mexiko-Stadt

Javier Sicilia Zardain (* 30. Mai 1956 in Mexiko-Stadt) ist ein mexikanischer Schriftsteller, der vor allem als Lyriker, Essayist, Novellist und Journalist tätig war. Seit April 2011 ist er als Aktivist und Demonstrant zur Symbolfigur des friedlichen Widerstandes gegen den Drogenkrieg in Mexiko geworden und hat internationale Bekanntheit erlangt.

## Leben
Sicilia – dessen Vater ebenfalls Poet war – studierte Philosophie, Literatur- und Politikwissenschaft sowie Soziologie an der Nationalen Autonomen Universität von Mexiko. Anschließend war er für diverse Zeitschriften als Redakteur tätig. So schrieb er beispielsweise Beiträge für Los universitarias y cartapacios, La Jornada und Proceso. Gleichzeitig arbeitete er als Chefredakteur bei Poesía, war Herausgeber des mittlerweile eingestellten Magazins Ixtus und ist Gründer von El Telar. Derzeit leitet er das investigative Magazin Conspiratio.
Seit 1995 ist er Mitglied im Sistema Nacional de Creadores de Arte und lehrt am Campus der Universidad La Salle in Cuernavaca als Professor für Literatur, Ästhetik und Drehbuchschreiben. Beeinflusst von den Schriften Teresa von Ávilas und Johannes’ vom Kreuz, dominieren in Sicilias Werk Themen des Katholizismus und der christlichen Mystik. Er tut sich auch als Drehbuchautor für Kino- und Fernsehfilme sowie als Organisator diverser Literatur-Workshops hervor.

## Aktivist gegen den Drogenkrieg
Am 28. März 2011 wurden sein Sohn – der 24-jährige Student Juan Francisco Sicilia Ortega – sowie sechs weitere Männer in Temixco nahe Cuernavaca ermordet in einem verlassenen Auto aufgefunden – gefesselt, mit Klebeband erstickt und mit Folterspuren am Körper. Die Tötungsart entspricht der Handschrift der Drogenkartelle, es ist jedoch unklar, warum speziell diese Opfer gewählt wurden. Möglicherweise waren sie lediglich Kollateralopfer des seit Dezember 2006 andauernden Krieges. Javier Sicilia, den die Nachricht auf den Philippinen ereilte, beschloss in der Folge, die Schriftstellerei aufzugeben und seine literarische Stimme schweigen zu lassen. Sein letztes Gedicht, wenige Stunden nach dem Tod seines Sohnes verfasst, endet mit dem Satz „La poesía ya no existe en mí“ (de.: „Die Poesie in mir existiert nicht mehr“).
Sicilia rief zu Großdemonstration gegen die Machenschaften der Kartelle und die Verflechtungen der Politik auf. Die mexikanische Regierung sei zu untätig und zu häufig müssten Attentäter nicht einmal eine Verurteilung fürchten. In über 40 mexikanischen Städten gingen daraufhin am 6. April Menschen auf die Straße, um für eine Beendigung der Auseinandersetzungen, den Abzug des Militärs von den Straßen, die teilweise Legalisierung einzelner Drogen sowie den Rücktritt von Präsident Felipe Calderón zu protestieren. In Cuernavaca versammelten sich 50.000 und bei einer von Daniel Giménez Cacho moderierten Veranstaltung in der Hauptstadt 20.000 Personen. Bereits am 3. April kündigte er in einer im führenden Nachrichtenmagazin Processo veröffentlichten „Carta abierta a políticos y criminales“ (de.: „Offener Brief an die Politiker und Verbrecher“) einen weiteren Protest an. Es sollte sich um einen Nationalen Marsch für Gerechtigkeit und gegen Straffreiheit unter dem Motto „Estamos hasta la madre “ (de.: „Wir haben die Schnauze voll“) handeln. Mitte des Monats schraubte der Schriftsteller, der sich als Libertärer betrachtet, 95 Plaketten an den Gouverneurspalast des Bundesstaates Morelos – eine für jeden seit Jahresbeginn Ermordeten – und forderte seine Mitstreiter auf, diese Aktion in allen Bundesstaaten nachzuahmen.
Der angekündigte Schweigemarsch begann am 5. Mai 2011 mit zunächst etwa 600 Teilnehmern in Cuernavaca. Im Laufe der folgenden Tage schlossen sich auf den 85 Kilometern Route allerdings immer mehr Sympathisanten an, so dass der Abschlusskundgebung am 8. Mai auf der zentralen Plaza de la Constitución in Mexiko-Stadt schätzungsweise 150.000 Demonstranten beiwohnten. Zeitgleich fanden in 31 mexikanischen Städten und 17 weiteren Städten weltweit Parallelveranstaltungen statt. Sicilia verlas einen 6-Punkte-Plan zur Wiederherstellung des Sozialgefüges der Bevölkerung und forderte abermals die Entlassung des Leiters des Secretaría de Seguridad Pública Genaro García Luna, den er für unfähig hält, die Probleme zu lösen. Zudem wirft er ihm den uneffektiven, aber gewaltfördernden Einsatz der Armee sowie Kollaboration mit dem Sinaloa-Kartell vor. Luna versuche, sich mit dem Kartell gutzustellen, um die anderen zerschlagen zu können. Am 23. Juni trafen sich Sicilia – dem von einigen Seiten vorgeworfen wird, er fokussiere sich in seinem Protest zu sehr auf die Politik, anstatt die Drogenhändler zu kritisieren – und andere Demonstranten mit Calderón und mehreren Regierungsvertretern (auch Luna) zu einem ersten Gespräch.

## Werke (Auswahl)
Gedichtbände
- 1982: Permanencia en los puertos, UNAM: Difusión Cultural (Cuadernos de Humanidades, No. 21) (January 1, 1982)
- 1985: La presencia desierta
- 1990: Oro
- 1992: Trinidad
- 1994: Vigilias
- 1995: Resurrección
- 2000: Pascua
- 2004: Lectio
- 2009: Tríptico del Desierto
- 2013: Vestigios

Romane
- 1991: El bautista
- 1998: El reflejo de lo oscuro, Fondo de Cultura Económica, Mexiko-Stadt, ISBN 978-968-16-5112-1
- 1999: Viajeros en la noche
- 2002: A través del silencio
- 2008: La confesión
- 2012: El fondo de la noche

Essays
- 1980: Cariátide a destiempo y otros escombros
- 1998: Poesía y espíritu

Biographien
- 2001: Concepción Cabrera de Armida – La amante de Cristo, Fondo de Cultura Económica, Mexiko-Stadt, ISBN 978-968-16-6448-0
- 2007: Félix de Jesús Rougier – La seducción de la Virgen, Fondo de Cultura Económica, Mexiko-Stadt, ISBN 978-968-16-8507-2

Anthologien
- 2009: La voz y las sombras
- 2011: Estamos hasta la madre

## Preise
- 1990: Premio Ariel
- 2009: Premio Nacional de Poesía de Aguascalientes